# Аполлон автократор
Аполлон автократор, или аполлон самодержец, или автократор (лат. Parnassius autocrator) — дневная бабочка рода Парнассиусы в составе семейства парусников (Papilionidae).
Один из редчайших видов аполлонов.

## Этимология названия
Латинское видовое название «autocrator» обозначает «самодержец», император, единолично владеющий властью, и было дано американским энтомологом, лепидоптерологом русского происхождения Андреем Николаевичем Авиновым в честь 300-летия дома Романовых.

## История открытия
Впервые данный вид бабочек был описан в 1913 году в «Трудах Русского энтомологического общества» Андреем Авиновым. Разбирая экземпляры насекомых, собранные в 1911 году сборщиком А. Гольбеком на Памире, Андрей Авинов обнаружил неизвестную ранее бабочку, первый экземпляр которой принес Гольбеку местный пастух. Описывая данную находку, учёный засвидетельствовал: 

В горах Дарваза… была сделана Гольбеком находка поразительной формы, которая занимает в данной группе совершенно исключительное положение.
Авинов описал это чешуекрылое как подвид «автократор» сходного с ним вида Parnassius charltonius.
Первый экземпляр аполлона автократора являлся самкой и продолжительное время оставался единственным в мире. После революции 1917 года энтомологическая коллекция Авинова была передана в Зоологический музей в Петрограде. Спустя какое-то время было обнаружено, что экземпляр в коллекции отсутствует: он был украден. Сохранилась только фотография экземпляра в работе Авинова.
В 1928 году на энтомологической выставке в Дрездене аполлон автократор был выставлен для всеобщего обозрения. Это событие стало настоящей сенсацией в научных кругах и привлекло большое внимание многих энтомологов — как специалистов, так и энтузиастов. Экземпляр возвратили в Зоологический институт в Ленинграде. Существует, правда, странность: местом находки на этикетке был указан Северо-Аличурский хребет, что не совпадало с данными находки Авинова. Возможно, похитители заменили подлинную этикетку сфальсифицированной.
Представленный на выставке в Дрездене экземпляр бабочки этого вида поразил немецкого энтомолога, лепидоптеролога Ганса Котча, который решил найти в дикой природе данный вид. Однако лишь в 1936 году учёный смог собрать средства и отправиться с женой в Афганистан в горы Ходжа-Магомет — отрог Гиндукуша, отходящий на северо-восток, в сторону памирских Ванчского и Дарвазского хребтов. Здесь ему удалось найти довольно стабильную популяцию автократора. Таким образом, Котч доказал, что аполлон автократор представляет собой самостоятельный вид. Вернувшись из экспедиции, энтомолог стал торговать собранными им экземплярами автократора. Однако он не оставил каких-либо подробных описаний своих путешествий, и место обитания вида еще долгое время было нераскрытым.
В 1960 году К. В. Уайат и К. Омото в Северо-Восточном Афганистане, в горах Гиндукуша нашли названную ими «Долину автократора» (долина Анжуман), где на высотах около 3500 м над у.м. ими были обнаружены как бабочки, так и кормовые растения их гусениц.
На территории СССР найти место обитания аполлона автократора долгое время не удавалось. Некоторые скептики тогда даже утверждали, что первый экземпляр бабочки, описанный Авиновым, был занесён ветром. Упоминание Авиновым географической области Дарваза также ввело в заблуждение многих исследователей: считалось, что речь шла о Дарвазском хребте, однако поиски там аполлона автократора оказались безуспешными. Лишь позднее выяснилось, что в действительности первый экземпляр был пойман на перевале Гушкон в Ванчском хребте — ведь Дарвазом во времена Авинова называлась обширная область от хребта Петра Великого до Ванчского хребта.
В 1972 году первый экземпляр аполлона автократора на территории СССР был обнаружен коллекционером бабочек, председателем секции изучения и охраны чешуекрылыx при московском отделении энтомологического общества Владимиром Александровичем Гансоном. В 1971 году учёный находился в Хороге (административный центр Горно-Бадахшанской автономной области в Таджикистане). Один из сотрудников Хорогского ботанического сада В. А. Михайлов, зная об увлечении Гансона, спросил, не нужны ли ему в коллекцию бабочки, обитающие на Ванче. Через год Гансон получил от Михайлова посылку с экземплярами бабочек, среди которых был и автократор, добытый на реке Каштига, притоке Лянгара, в верховьях Ванча.
В 1973 году лепидоптеролог Анатолий Васильевич Цветаев отправился на Ванч, чтобы найти данный вид бабочек. Однако исследователю не повезло: его  прибытие в район совпало с таким грозным явлением, как сёрдж: ледник Медвежий в верховьях Ванча двинулся вниз, перегородив собой реку и образовав озеро. Скопившаяся вода затем хлынула в долину Ванча, уничтожив мосты и дороги. Попасть в верховья реки стало невозможно. И хотя Цветаев всё же добрался до Каштиги, но найти автократора ему не удалось.
Лепидоптерологи определили, что аналогом кормового растения гусениц в Афганистане (Corydalis adiantifolia) является на Памире другой вид — Corydalis fimbrilifera. Были хорошо известны районы, где произрастает данное растение — это берега реки Бартанг и Сарезского озера, Ванчский, Рушанский и Северо-Аличурский хребты на высотах 3200—3400 метров над уровнем моря. Опираясь на эти сведения, сразу несколько групп исследователей в 1985 году обнаружили аполлона автократора в разных районах Памира: В. А. Гансон — на берегу Сарезского озера на склонах Северо-Аличурского хребта, Е. А. Тарасов и А. В. Крейцберг — на Рушанском хребте. Позднее автократор был обнаружен и на Алайском хребте.

## Описание
Длина переднего крыла 31—36 мм. Размах крыльев самца 56—62 мм, самки — 62—72 мм. Передние крылья белого цвета, по внешнему краю полупрозрачные. Характеризуются обильным тёмным напылением чешуек на внутреннем крае. Рисунок на передних крыльях несколько размыт. На каждом переднем крыле имеется по две широкие тёмные перевязи и по два больших пятна чёрного цвета. Задние крылья самки, прорезанные тёмными жилками, отличаются широкой яркой полосой жёлтого или оранжевого цвета, под которой расположены яркие синие глазки с чёрными ободками. У самцов такой полосы нет, имеются только небольшие красноватые или оранжевые пятна.

## Ареал и местообитание
Ареал включает следующие территории: Западный и Восточный Памир Таджикистана (на хребтах Ванчском, Рушанском, Музкол и других), Северо-восточный Афганистан — отроги Гиндукуша. Встречается на высотах 2800—4000 м над у.м., но в основном в пределах от 3200 до 3700 м.. Населяет крутые каменистые склоны скал с редкой травянистой растительностью. На Ванчском хребте обитает на склонах с альпийской луговой растительностью около скал и каменных развалов. На хребте Ходжа-Магомет живет на крутых щебенисто-каменистых склонах с выходами скальных пород и сильно разреженной травянистой растительностью.

## Биология
За год развивается одно поколение. Лёт бабочек отмечается в июле и первой половине августа. Бабочки ведут исключительно дневной образ жизни и активны только в солнечную погоду. Нуждаясь в дополнительном питании, они охотно посещают цветущие растения.
Гусеницы окукливаются под камнями или в листовой подстилке у кустиков кормовых растений.

## Кормовые растения гусениц
Гусеницы развиваются на растениях рода Corydalis, в частности Corydalis fimbrillifera, Corydalis adiantifolia и Corydalis onobrychis.

## Численность
В основной части ареала вид бывает многочисленным, но площадь его местообитаний мала, и вид в целом остается редким.
Основные лимитирующие факторы: небольшие размеры ареала вида, обусловленные особенностями биологии, как то: узкая олигофагия, строгая привязанность бабочек к местам выхода из куколок и, вероятно, жесткие требования к климатическим условиям; конкурентные отношения с другими видами рода.

## В филателии
На почтовых марках аполлон автократор встречается редко. Марки с изображением данного вида бабочки выпустили только две страны: Йеменское Мутаваккилийское королевство в 1968 году (№ 450 по Michel) и Королевство Афганистан в 1971 году (№ 1098 Michel).